# Euriphene nigropunctata
Euriphene nigropunctata är en fjärilsart som beskrevs av Aurivillius 1901. Euriphene nigropunctata ingår i släktet Euriphene och familjen praktfjärilar. Inga underarter finns listade i Catalogue of Life.